# 科曼奇人

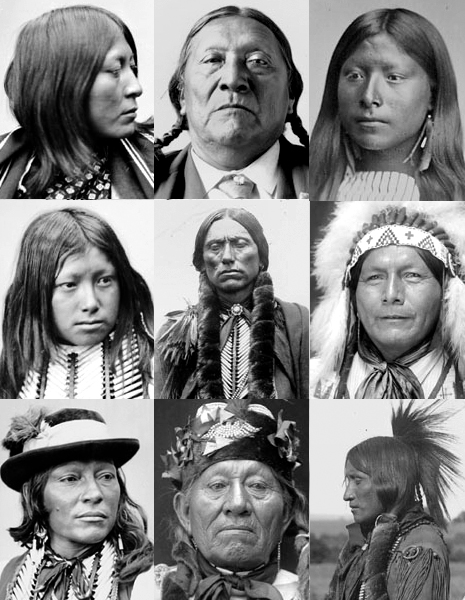
科曼奇人群像

科曼奇人（科曼奇语：Nʉmʉnʉʉ），又譯科曼切人、卡曼契人，是北美大平原原住民族，傳統上居住在德克薩斯州西北部大部分，以及新墨西哥州東部、科羅拉多州東南部、堪薩斯州西南部、俄克拉荷馬州西部和奇瓦瓦州北部的鄰近地區。科曼奇人有聯邦承認的科曼奇國家，總部設在俄克拉荷馬州勞頓。
科曼奇人的語言是阿茲特克語族的一種。現在只有1%的科曼奇人會使用傳統的語言。
科曼奇人和猶他人是傳統宿敵，“科曼奇”一詞來自猶他語“kɨmantsi”，指“敵人”。法國人採用了來自蘇族的稱呼“Padoucas”，而科曼奇人自稱“Nʉmʉnʉ”（人）。

## 歷史
早於1700年科曼奇人已經大致成形，脫離了休休尼人。自從休休尼族引入了馬匹後，相傳一批人為了獲得更多的馬匹或者是藉著馬匹提供的高度流動性去尋找更適合自己的土地，脫離了休休尼族並發展成完全適應馬上生活、驍勇善戰的科曼奇人。有指科曼奇人是首批適應馬上生活的平原印第安人之一，並有助把馬匹推廣到更多地方。他們作戰勇猛，經常襲擊附近的小部落，甚至敢於主動襲擊西班牙和英國的殖民者。19世紀初期他們被阿拉帕霍人擊敗後，和夏延人結盟以求停戰。
科曼奇人是18世紀和19世紀大平原南部的主要部落。它們通常被稱為“平原之王”，反映了他們的突出地位，他們控制了一個名為科曼奇里亞的廣大區域，現代歷史學家稱之為“科曼奇帝國”。科曼奇人的力量來自野牛，馬匹，貿易和搶掠。他們狩獵大平原的野牛以獲得食物和獸皮；他們從新墨西哥州的西班牙殖民者那裡引入了馬匹，使他們行動更具流動性；他們與西班牙人、法國人、美國人和鄰近的原住民交易；而最著名的，便是他們對歐洲人定居點以及其他原住民進行戰爭和搶掠。他們在戰爭期間從較弱的部落中獲取俘虜，奴役他們或將他們出售給西班牙人和後來的墨西哥定居者。他們亦俘虜了西班牙人、墨西哥人和美國人並把他們納入科曼奇社群之中。
《经济学人》在2010年的一篇文章称科曼奇人的勇士能够“放出一群箭矢的同时侧身悬于马背一侧，以马匹作掩护躲避子弹。这种场面令敌对的白人及印第安人胆寒。”美国历史学家S·C·格温（S. C. Gwynne）称赞科曼奇人是“19世纪全世界最强大的轻骑兵”，其在德克萨斯地区的劫掠活动令美国移民恐惧。
受到歐洲疾病和連年征戰影响，以及美國人對科曼奇里亞的侵犯而遭到的破壞，科曼奇人在1875年被美軍打敗並被限制於俄克拉荷馬州的保護區內。在21世紀，科曼奇國家擁有17,000名成員，其中約7,000人居住在勞頓、錫爾堡以及俄克拉荷馬州西南部周邊地區的部落管轄區。
第二次世界大战期间，美军招募了17名科曼奇人担任密码通讯员，他们以加密的科曼奇语言通信，令德国人难以破译。